# Sevenhampton (Gloucestershire)
Sevenhampton est une paroisse civile et un village du Gloucestershire, en Angleterre.